# Miguel Hidalgo, Pichucalco
Miguel Hidalgo är en ort i Mexiko.   Den ligger i kommunen Pichucalco och delstaten Chiapas, i den sydöstra delen av landet, 600 km öster om huvudstaden Mexico City. Miguel Hidalgo ligger 224 meter över havet och antalet invånare är 444.
Terrängen runt Miguel Hidalgo är platt åt nordväst, men åt sydost är den kuperad. Runt Miguel Hidalgo är det ganska glesbefolkat, med 25 invånare per kvadratkilometer. Närmaste större samhälle är Nuevo Juan del Grijalva, 9,9 km söder om Miguel Hidalgo. Trakten runt Miguel Hidalgo består till största delen av jordbruksmark.